# Čang Sün (tchangský vojevůdce)
Čang Sün (čínsky pchin-jinem Zhāng Xún, znaky zjednodušené 张巡, tradiční 張巡; 709 – 24. listopadu 757) byl čínský úředník a vojenský velitel působící v říši Tchang. Roku 757 se během povstání An Lu-šana vyznamenal jako velitel města Suej-jang, s přestávkami obléhaného povstalci od února do konce listopadu 757. Postalci město dobyli, Čang Süna zajali a popravili. Tchangskou vládou byl prohlášen za jednoho z vynikajících hrdinů bojů, vzor věrnosti říši, ochotný prospěchu státu obětovat vše, i vlastní život.

## Život
Čang Sün se narodil roku 709, pocházel z nevýznamné rodiny. Jeho starší bratr byl vyšetřujícím cenzorem. Byl vysoký s impozantním knírem a vousem, vzdělaný, s výbornou pamětí. Roku 736 složil úřednické zkoušky a získal hodnost ťin-š’. Poté sloužil v domácnosti následníka trůnu, následně jako okresní správce v Čching-che v Che-peji a pak v Čen-jüanu v komandérii Čchiao (dnes v prefektuře Po-čou v An-chueji). Při výkonu úředních funkcí projevoval silný smysl pro spravedlnost a ostře vystupoval proti korupci.
Po vypuknutí povstání An Lu-šana v prosinci 755 naverboval ve svém okresu několik tisíc mužů domobrany a s tisícovkou nejlepších z nich posílil obranu města Jung-čchiou ohroženého povstalci. Jung-čchiou bylo první opevněné město na Velkém kanálu, které bránilo rebelům v postupu na jihovýchod, za ním stálo Siang-i, pak Ning-ling a Suej-jang. Čang Sün s dalšími tchangskými oddíly bránil Jung-čchiou do konce roku 756. Začátkem roku 757 pod tlakem povstalců ustoupili do Ning-lingu a vzápětí až do Suej-jangu.
Po příchodu tisícovky Čangových mužů měla posádka Suej-jangu 6800 vojáků. Místní guvernér Sü Jüan postoupil Čangovi velení. V únoru 757 na město zaútočili povstalci, byli odraženi, nicméně v dubnu se vrátili a dva měsíce město neúspěšně obléhali. Čang byl za odměnu v první polovině roku 757 povýšen na zástupce náčelníka cenzorátu s hlavní pátou úřední hodností (5a, dosud měl jako okresní správce vyšší vedlejší šestou hodnost, 6b1), fakticky však úřad nevykonával. Povstalci opět město obléhali od 26. července. Město mělo při zahájení obležení jen malé zásoby, které záhy došly, Čangovi muži museli proto jíst papír, kůru stromů a čajové lístky. Poté, co rostlinná potrava došla, snědli své koně, pak chytali a jedli krysy a ptáky. Nakonec Čang rozhodl že snědí civilisty. Nejdříve ženy, (jako první zabil, uvařil a nabídl vojákům svou oblíbenou konkubínu) a když ženy došly, tak starce a chlapce. Během obležení tak zahynulo několik desítek tisíc lidí, podle různých tchangských historiků z původních cca 60 tisíc lidí ve městě jich zemřelo 20 až 30, nebo 30, nebo 30 až 40 tisíc. Povstalci nakonec 24. listopadu 757 město dobyli, Čang padl do zajetí a byl popraven. Tři dny po pádu města k němu dorazila tchangská armáda jdoucí mu na pomoc. Povstalci se stáhli zpět na sever, protože hlavní tchangské síly mezitím osvobodily obě metropole, Čchang-an (koncem listopadu) a Luo-jang (začátkem prosince).

## Památka
Jako hrdina, který padl ve službě státu, měl nárok na posmrtné ocenění, nicméně při osvobození města vyšel najevo kanibalismus, a to nikoliv jednotlivé akce zoufalých lidí, nýbrž záměrné organizované jednání přikázané Čangem. Organizovaný kanibalismus nebyl v tchangské době neznámý, například začátkem 7. století jeden z protisuejských povstalců, Ču Cchan, své vojsko živil dětmi a ženami z ovládaných krajů. Pro vzdělance a úředníky to bylo důkazem jeho zločinné povahy a neoprávněnosti jeho nároků; u jinak vynikajícího provládního generála byl ale kanibalismus problém a někteří tchanští hodnostáři proto vyznamenání Čang Süna odmítli. Naopak skupina mladších úředníků se postavila na jeho obranu.
Zachovalo se podání Čang Sünova přítele Li Chana (ťin-š’ roku 757, zemřel kolem roku 770), který argumentoval, že Čang nezamýšlel zavedení kanibalismu ze zlé vůle, ale byl k němu dotlačen okolnostmi, kdy jeho město zůstalo měsíce v obležení bez pomoci ostatních tchangských armád; že jeho úporná obrana města povstalcům znemožnila postup podél řeky Chuaj na dolní tok Jang-c’-ťiang, čímž odvrátil obsazení tamního bohatého regionu nedotčeného válkou rebely, podstatné posílení povstalců a následnou pravděpodobnou porážku tchangského režimu. Poslední důvod, proč by podle Li Chana měl být Čang vyznamenán, byla jeho věrnost státu a dynastii, které obětoval i vlastní život, v kontrastu k mnohým hodnostářům a úředníkům, kteří před splněním závazků vůči státu dávali přednost zachování života svého a svých blízkých.
Čangovi obhájci vládu přesvědčili, takže byl zařazen mezi hrdiny, které císař Su-cung začátkem roku 758 posmrtně odměnil úřady a vyznamenáními. Mezi vynikající a zasloužilé generály a vzor loajality byl řazen i následujícími tchangskými panovníky. Jeho syn odměnou za zásluhy svého otce roku 791 obdržel úřad okresního správce, poct a odměn se Čang Sünovi a jeho potomkům opakovaně dostávalo i v průběhu 9. století.